# 游騎兵4號
游騎兵4號（英語：Ranger 4）是游騎兵計畫中的一艘太空船，旨在傳送月球表面的图片，它被設計成在撞擊前10分鐘內將月球表面的影像傳送回地球，將可在粗糙表面登陸的測震儀拋擲在月球上，並在飛行途中搜集γ射線的資料，研究月球表面反射的雷達波，和繼續測試游騎兵計畫發展出的月球和行星際太空船。由于機載電腦的故障造成附載的太陽能板和導航系統故障，因此這艘太空船失事墜毀在月球的背面，沒有傳送回任何的科學資料。

## 太空船設計
游騎兵4號是模組2的太空船，與游騎兵3號幾乎完全相同。基本的重量是331公斤，3.1米高，並且包含以巴爾沙木包覆，直徑650毫米的撞擊-限制月球膠囊，推力為5080磅（22.6千牛頓）的單發動機中繼推進器，和直徑1.5米、鍍金與鉻的六角形基板。一個大型的高增益碟形天線連接在基部，兩個像翼狀的太陽電池板（翼展5.2米），如同早期部署的一樣也連接在基部。電力由包含8,680個太陽電池的太陽能板供應，並為重量11.5 公斤、蓄電量1Kwh的發射和備份的銀鋅電池充電。太空船由固態電腦和一序列由地球-控制的指令系統控制，姿態控制由太陽和地球感測器、陀螺儀和拋射和轉動的噴嘴來控制。太空船上的遙測系統包含兩個960MHz，一個輸出功率是3瓦，另一個是50毫瓦的傳輸器，和高增益天線和全方位天線。白色油漆和鍍金與鉻的板子，和裝置在表面鍍銀塑膠板內的可再發動火箭提供溫度的控制。
實驗的裝置包括：
1. 光導攝像管電視攝影機，使用一種掃描機制，每10秒鐘就能完成一幅完整的圖像；
2. 裝在1.8米長懸臂上的γ射線光譜儀；
3. 雷達測高儀；和
4. 以粗糙的登陸方式在月球表面上使用的測震儀。

測震儀與放大器一起包裝在月球膠囊內，一個50毫瓦的傳送器，電壓控制、旋轉天線和6顆銀-鎘電池，可以讓月球膠囊的傳送器持續運作30天，所有的設計都能承受130至160公里（80至100英里）的時速。雷達測高儀使用反射波來測量，但也被設計成和膠囊分離時和火箭再點燃時被啟動。

## 任務
任務被設計成以阿特拉斯/愛琴娜火箭朝向月球推進，可以在中途進行校正，並撞擊在月球的表面。在適當的高度上膠囊會分離和點燃逆向火箭以降低登月時的撞擊。由於計時器明顯的故障，太空船的中央電腦以及發射後一系列將太陽能板展開，和對向太陽和地球的指令一直未能下達，所有的儀器在飛行10小時後全部停止運作。通過登月膠囊內50毫瓦傳送器送出的訊號，才得以追蹤這艘太空船。游騎兵4號在飛行64小時候，於1962年4月26日12:49:53 UT以9,600公里的時速，墜毀在月球的背面（15°30′S 130°42′W / 15.5°S 130.7°W）。
這艘在設計上與游騎兵3號相似的太空船，是到達另一個天體的第一艘美國太空船。在中央電腦和一系列電原上的故障，停止了太空船上主鐘的運轉，進而阻止了太空船執行後續的原先預計要進行的各種操作，像是太陽能板的展開。漫無目的的漂流和缺乏中途的修正，游騎兵4號在1962年4月26日12:49:53 UT撞擊在月球的背面，撞擊的座標位置為南緯15°30'、西經130°42'。雖然這艘太空船未能完成它的主要目標，阿特拉斯-愛琴娜-游騎兵的組合第一次沒有故障的完成飛行。

## 外部連結
- FACTBOX - Reuters - Planned lunar missions （页面存档备份，存于）
- 撞擊月球：游騎兵計畫的歷史 (PDF) 1977年 （页面存档备份，存于）(英文)
- Reuters: CHRONOLOGY - Five key dates in the race to the moon （页面存档备份，存于）